# Keith Whitmore
Pour les articles homonymes, voir Whitmore.
Keith Whitmore (né le 15 juin 1955) est homme politique britannique et actuellement Président du Congrès des pouvoirs locaux et régionaux du Conseil de l'Europe.

## Vie personnelle
Keith Whitmore est né le 15 juin 1955 à Manchester dans le Royaume-Uni.

## Responsabilités au Royaume-Uni
Il a été élu conseiller municipal de Manchester en mai 1979 et il reste un membre maintenant. Il a présidé également pendant neuf ans, de 1988 à 1997, le groupe des conseillers municipaux libéraux-démocrates à Manchester. Whitmore représente la région de Levenshire.
Whitmore est par ailleurs vice-président de l'Office des transports intégrés du Grand Manchester, directeur des transports accessibles du Grand Manchester et du Musée des transports de Manchester, ainsi que président du conseil d'administration du Tramway de Heaton. 

## Conseil de l'Europe
Keith Whitmore est membre du Congrès depuis 1996.
Le 26 octobre 2010, Keith Whitmore a été élu Président du Congrès des pouvoirs locaux et régionaux du Conseil de l'Europe. Il a déjà exercé les fonctions de Président de la Commission institutionnelle du Congrès (qui n'existe plus) et de Vice-président du Congrès et de Président de la Commission du développement durable du Congrès (aussi qui n'existe plus). Il est aussi le chef de la délégation du Royaume-Uni au Congrès. 
Il est par ailleurs coordinateur politique de la Semaine européenne de la démocratie locale du Conseil de l’Europe et représente le Congrès auprès de la Commission de Venise. Il est en outre membre de la commission politique du Conseil des communes et régions d’Europe (CCRE) et vice-président du Comité directeur du CCRE. Il est un ancien membre du Comité des régions de l’UE.